# Incarvillea sinensis
Incarvillea sinensis là một loài thực vật có hoa trong họ Chùm ớt. Loài này được Lam. mô tả khoa học đầu tiên năm 1789.